# Cleopatra Coleman
Cleopatra Coleman (Wentworth Falls, Sídney; 29 de octubre de 1987) es una actriz australiana. Es más conocida por interpretar a Erica en la serie The Last Man on Earth.

## Biografía y carrera
Sus padres son el australiano Mick Coleman y la jamaicana Turquoise Coleman; creció en la ciudad de Byron Bay, Nueva Gales del Sur. Su primeras apariciones en televisión fueron en un comercial de la tienda de descuento Direct Factory Outlets y en la serie infantil australiana Silversun.
En 2005 tuvo una presentación en Estados Unidos en la película para televisión del canal Syfy Attack of the Sabretooth, con Robert Carradine. Es también una bailarina profesional que ha aparecido con el bailarín Tony Bartuccio en The Rocky Horror Stage Show, Dancing with the Stars, y The Footy Show a fines de 2005. En 2006 tuvo un papel recurrente como Glenn Forrest en el serial australiano Neighbours. También apareció en otros programas televisivos de Australia, incluyendo Blue Heelers, Holly Héroes, Wicked Science y la tercera temporada de City Homicide. En 2008 apareció en la serie de televisión Elephant Princess y en las producciones teatrales de "Motortown" de Simon Stephens con la Red Stitch Theatre Company de Melbourne y "Antics" con Ezy-Peezy Productions. En 2009 apareció como actriz invitada en la serie de televisión City Homicide.
En 2010, pasó tres meses en Los Ángeles asegurando la representación, y luego regresó a Australia para un papel de invitada en la serie de televisión Rush. En 2011 coescribió, produjo ejecutivamente y protagonizó el cortometraje Trains, el primer proyecto de Coleman/Coleman productions, creada por Cleopatra Coleman y su padre, Mick Coleman. Ese mismo año, fue elegida actuar como DJ Penélope en la película Step Up: Revolution, estrenada el 27 de julio de 2012. También ese año apareció en los vídeos musicales del dúo australiano Nervo ("you're Gonna Love Again") y Far East movement ("Change Your Life"). En 2014 apareció en un video musical de Galantis ("You"). En 2014 fue elegida para un papel regular en la serie The Last Man on Earth, donde interpretó a Erica.
Tuvo una relación con el actor y cantante canadiense Avan Jogia entre 2017 y 2021.

## Filmografía
| Año       | Título                               | Personaje        | Notas                                             |
| --------- | ------------------------------------ | ---------------- | ------------------------------------------------- |
| 2004      | Silversun                            | Zandie Brokow    | Personaje Regular                                 |
| 2005      | Blue Heelers                         | Skye Clarke      | Temporada 12, Episodio 8: "Sex Sells"             |
| 2005      | Attack of the Sabretooth             | Alys             |                                                   |
| 2005      | Holly's Heroes                       | Stacey           | 2 episodios                                       |
| 2006      | Wicked Science 2                     | Emma Hellman     | 8 episodios                                       |
| 2006–2007 | Neighbours                           | Glenn Forrest    | 10 episodios                                      |
| 2008      | The Elephant Princess                | Cosma            | 4 episodios                                       |
| 2009      | City Homicide                        | Sian Ritchie     | Temporada 3, Episodio 8: "Time of Your Life"      |
| 2010      | Rush                                 | Jessica Hamilton | 1 episodio                                        |
| 2012      | Step Up: Revolution                  | DJ Penelope      | Película                                          |
| 2014      | Fear Clinic                          | Megan            |                                                   |
| 2015–2018 | The Last Man on Earth                | Erica            | Personaje regular (3 Temporadas)                  |
| 2015      | Comedy Bang! Bang!                   | Katie            | 1 episodio                                        |
| 2016      | Better Things                        | Dr. Okoye        | Episodio: "Period"                                |
| 2016      | Take the 10                          | Sahara           | Película original de Netflix                      |
| 2017      | White Famous                         | Sadie Lewis      | Rol principal                                     |
| 2018      | Hover                                | Claudia          | Coleman también escribió el guion. Películas SYFY |
| 2019      | In the Shadow of the Moon            | Rya              | Película original de Netflix                      |
| 2019      | James vs. His Future Self            | Courtney         |                                                   |
| 2020      | The Argument                         | Trina            |                                                   |
| 2021      | El Elegido                           | Sara             | HBO Max                                           |
| 2023      | Cobweb                               | Miss Devine      |                                                   |
| 2023      | Rebel Moon - Part 1: A Child of Fire | Devra            |                                                   |